# Distance Measuring Equipment

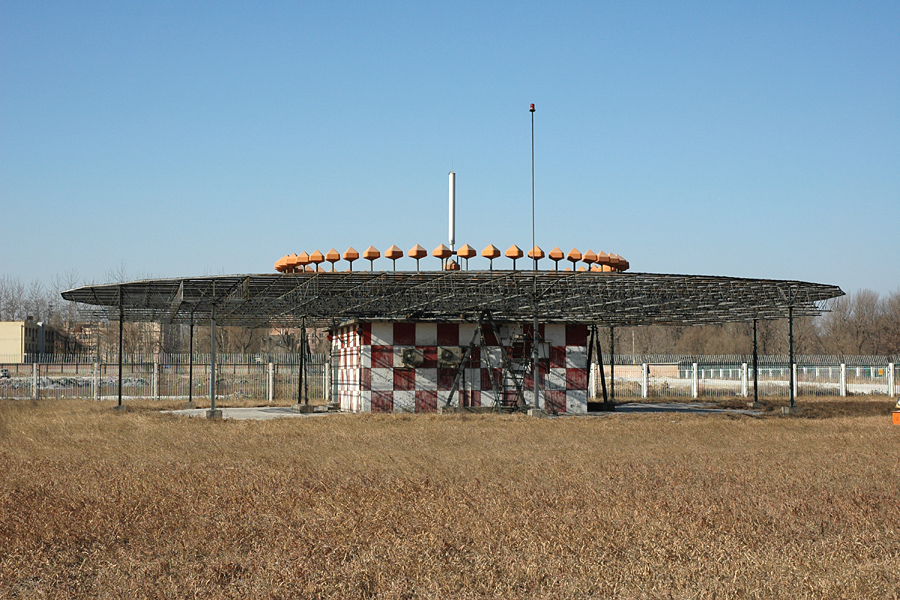
DME-Transponder-Antenne, in der Mitte des Gegengewichts einer DVOR-Antennenanlage

Antenne DME-Interrogator, Rumpfunterseite

DME on-board Receiver, zusammen mit der ADF-Einheit

Flug über das DME mit Entfernungsangaben

Distance Measuring Equipment (DME, englisch für Entfernungsmessausstattung) ist eine Boden-Funkstelle des Flug-Navigationsfunkdienstes (ARNS), die einem Luftfahrzeug die Laufzeitmessung der Schrägentfernung (engl. slant range) aufgrund der Laufzeit zwischen Puls-Abfrage (engl. Interrogation) und Antwort (engl. Reply) ermöglicht. Auf Abfragen eines DME- oder TACAN-Abfragers (engl. Interrogator) an Bord von Luftfahrzeugen erfolgt bei Nutzung des richtigem Puls-Code eine um 50 µs verzögerte Puls-Antwort der DME-Bodenstation (engl. Transponder). Für TACAN-Transponder deren Komponenten gemäß den Vorgaben des Standards der ICAO-Annex 10, Volume I, gebaut wurden, gelten alle hier für DME/N gemachten Aussagen auch für die Entfernungsmessung bei TACAN-Transpondern. (ICAO Annex 10 ist der Anhang 10 des Abkommens über die Internationale Zivilluftfahrt und besteht derzeit aus fünf Bänden (engl. volumes). Volume I mit dem Titel "Radio Navigation Aids" (dt. Funknavigationsysteme) beinhaltet u. a. die Standards für DME/N).

## Geschichte
DME wurde als Teil eines U.S. zivil/militärischen Programmes für Aeronautical Navigation Aids entwickelt und wurde in 1949 von der US CAA (Civil Aeronautics Administration) in Betrieb genommen. Dieses DME-System bildete die Grundlage für das erste von ICAO standardisierte DME-System im UHF-Frequenzbereich. Der Standard wurde im ICAO im Annex 10, Edition 1 Att.B im Mai 1950 veröffentlicht. Zur Unterscheidung von den aktuell genutzten DME/N- und DME/P-Systemen, wird hier dieses erste DME-System als DME(1950) referenziert.
Zusätzlich zu DME(1950) wurde parallel das VOR-System für Azimut-Informationen zu/von (engl. to/from) der VOR-Anlage von der U.S. CAA und im ICAO Annex 10, Edition 1 Nr. 3.4 in 1950 spezifiziert. Da die Kombination von VOR/DME(1950) aufgrund der im Vergleich zu DME(1950) ca. 10-mal größeren Wellenlängen mit den damals verfügbaren Antennen nicht für die Nutzung auf Maritimen Fahrzeugen (engl. MM oder Maritime Mobile) geeignet war, wurde als militärische Alternative das TACAN-System für die Nutzung durch militärische Luftfahrzeuge entwickelt und in US MIL-STD- 291 (SHIPS) am 1. Oktober 1956 standardisiert.
Auch wenn das Schrägentfernungs-Messprinzip (engl. slant range) von DME(1950) identisch mit dem bei TACAN angewandten Messprinzip ist, waren DME(1950) und TACAN aufgrund anderer technischer Parameter nicht kompatibel zueinander. Dies hatte zur Folge, dass in den USA an vielen Standorten sowohl eine VOR/DME(1950) für zivile Luftfahrzeuge und zusätzlich eine TACAN für militärische Luftfahrzeuge betrieben wurden, was zu enormen Kosten führte. Um diese Kosten zu minimieren, wurden TACAN Spezifikationen für Slant-Range- und Azimut-Messung deklassifiziert (d. h. nicht mehr als geheim eingestuft) und bei ICAO als zukünftiges System eingebracht. Während der Standardisierung von DME/N war daher auch die Bezeichnung DMET (T für auf TACAN basierend), z. B. bei ARINC gebräuchlich. ICAO standardisierte aber nur die für die Slant-Range-Messung notwendigen Spezifikation von TACAN in Annex 10, Edition 6 Nr. 3.6 und nutzte auch weiterhin VOR, dessen Azimut-Genauigkeit durch DVOR verbessert werden konnte. In der US TSO-C66 der FAA vom 15. Februar 1965 wurde der erste Minimum Performance Standard (MOPS) für DME/N spezifiziert. Zur Unterscheidung von DME(1950) wurde von ICAO die Bezeichnung DME/N (N für Narrow Spectrum) definiert. Für eine Übergangszeit war auch der Betrieb DME/W (W für Wide Spectrum) in Annex 10 spezifiziert,Nr. 3.5.3.1.3.e um den Betrieb von DME-Transpondern zu ermöglichen, deren Pulse-Spektrum nicht die Anforderungen eines DME/N erfüllt. Für die gemeinsame Nutzung mit MLS (Mikrowellen Lande System, engl. Microwave Landing System) wurden DME/P (P für Precision) in ICAO Annex 10 Volume I, Edition 4 Nr. 3.5 standardisiert.

## Paarung mit anderen Navigationssystemen
DME können sowohl einzeln (engl. Stand Alone) als auch frequenz-gepaart mit einem Navigationssystem am gleichen Standort betrieben werden. Sofern die Frequenzpaarung eines DME gemäß den Vorgaben in ICAO Annex 10 erfolgt gibt es folgende Kombinationen:
- VOR/DME bei Paarung mit einem VOR-Drehfunkfeuer,
- DVOR/DME bei Paarung mit einer Doppler-VOR,
- ILS/DME bei Paarung mit einem Instrumentenlandesystem,
- MLS/DME bei Paarung mit einem Mikrowellenlandesystem, und
- ILS/MLS/DME bei Paarung mit einem ILS und MLS.

Da TACAN-Transponder auch von Interrogatoren in zivile Luftfahrzeuge wie DME/N-Transponder genutzt werden können, werden an Standorten, an denen auch eine TACAN für militärische Luftfahrzeuge benötigt werden, DME/N-Transponder durch TACAN-Transponder ersetzt. Bei Paarung einer TACAN mit einem VOR gepaart wird diese Anlage als VOR/TAC und bei Paarung mit einem DVOR als DVOR/TAC bezeichnet. Eine VOR/TAC oder DVOR/TAC muss aber nicht notwendigerweise eine militärische Anlage sein, sondern kann auch einer Flugsicherung gehören und von dieser betrieben werden, z. B. DVORTAC-Frankfurt der DFS. Die Nutzung eines TACAN anstelle eines DME/N mit einem ILS oder einem MLS ist zwar prinzipiell möglich, kam aber, nur vereinzelt zum Einsatz.
Anders als bei Primärradar, bei der die Schrägentfernung aus der Laufzeit zwischen Abfrage und Empfang des reflektierten Echo an Ziel-Objekten erfolgt (ca. 12.359 µs, entspricht 1 NM), erfolgt bei DME und TACAN die Laufzeitmessung aus der Laufzeit zwischen der Aussendung der pulscodierten Doppel-Puls-Abfrage des Interrogators und dem Empfang der um 50 µs ± verzögerten pulscodierten Doppel-Puls-Antwort des Transponders, bezogen auf den 2. Puls des Puls-Paars. Während DME- und TACAN-Transponder sich am Boden befinden, befinden sich beim Sekundärradar (SSR) und IFF-System (Identification-Friend-Foe) die Transponder in Luftfahrzeugen.
Ist ein Luftfahrzeug mit sogenannten Scanning-DME/N-Interrogatoren ausgerüstet die die Slant-Range zu bis zu 6 DME/N- oder TACAN-Transponder messen können, ist die Positionsbestimmung (engl. Area NAVIgation bzw. RNAV) möglich. Hierzu muss die Slant-Range zu mindestens 3 DME/N- oder TACAN-Transpondern vorliegen, die aber außerhalb ±20° bezogen auf Course oder Backcourse des Luftfahrzeuges liegen müssen.

## Hardware
Ein DME-System besteht aus einem UHF-Transmitter/Receiver-Abfragegerät (Interrogator) im Luftfahrzeug und dem DME/N- oder TACAN-UHF-Receiver/Transmitter (Transponder) am Boden.

## Frequenzzuweisung, Kanäle und Puls-Code
DME arbeiten auf Mittenfrequenzen zwischen 962 und 1. 213 MHz (unterteilt in 126 x- und 126 y-Kanäle) in dem Frequenzband 960 MHz bis 1215 MHz, das von der Internationalen Fernmeldeunion (ITU) dem Flugnavigationsfunkdienst (engl. Aeronautical Radio Navigation Service, abgekürzt ARNS) von ITU weltweit auf primärer Basis zugewiesen ist. Dieses Frequenzband wird außerdem von, auf SSR- und ADS-B- basierten Systemen mit den Mittenfrequenzen 1030 MHz und 1090 MHz genutzt.
Anmerkung: Der Frequenzbereich 960 MHz bis 1.164 MHz ist zusätzlich auf ko-primärer Basis dem mobilen Flugfunkdienst (R) (englisch: Aeronautical Mobile (Route) Service, AM(R)S) zugewiesen. Dies erlaubt die Nutzung dieses Frequenzbereiches für künftige Kommunikationssysteme der Luftfahrt, sofern diese kompatibel mit der bisherigen Nutzung sind. Ein potentielles, neues digitales Kommunikationssystem für die Luftfahrt, das im Frequenzbereich 960 MHz bis 1.164 MHz etabliert werden könnte, ist das L-band Digital Aeronautical Communications System (LDACS). Es ist u. a. vom Deutschen Zentrum für Luft- und Raumfahrt entwickelt worden und befindet sich bei ICAO in der Standardisierung.
Der Frequenzbereich 1.164 MHz bis 1.215 MHz ist zusätzlich auf ko-primärer Basis dem Flugnavigationsfunkdienst über Satelliten (englisch Radio Navigation Satellite Service, RNSS). Die RNSS-Zuweisung erlaubt die Nutzung des Frequenzbereichs für den Empfang von Satellitennavigationssystemen die zusätzlich Signale in diesem Band aussenden, wie GPS L5, Glonass, GALILEO E5a/E5b und Beidou.
Ein DME Kanal besteht aus jeweils einer Interrogations- und einer Reply-Frequenz, die bei allen DME-Kanälen einen Frequenzabstand von 63 MHz besitzen. Die Reply-Frequenz kann je nach Kanal und Puls-Code ober- oder unterhalb der Interrogations-Frequenz liegen. Table A Zum Beispiel nutzt Kanal 18x  eine Interrogations-Frequenz von 1041 MHz, gepaart mit einer Reply-Frequenz auf 978 MHz.
Bei DME ist der Pulse-Code definiert als der Abstand zwischen den Doppel-Pulsen die für Interrogation und Reply genutzt werden. Der Abstand in Mikrosekunden (µs) wird bezogen auf die 50 % Amplitudenpunkte der ansteigenden Puls-Flanken. Während für den x-Pulse-Code jeweils ein Puls-Paar-Abstand von 12 µs für Interrogation und Reply definiert ist, (Ausnahme DME/P im FA-Mode) unterscheiden sich bei w-, y- und z-Pulse-Codes der Puls-Paar-Abstand zwischen Interrogation und Reply. Zusätzlich wurden für DME/P die mit MLS-Anlagen gepaart werden, weitere Pulse-Paar-Abstände für den IA-APP (Initial Approach) und FA-APP (Final Approach) definiert, die jedoch nur auf Abfrage durch einen DME/P-Interrogator, die eine steilere Puls-Flanke als DME/N-Interrogator besitzen müssen, ausgelöst werden. DME/P antworten auf x- und y-Pulse-Code-Abfragen durch DME/N- und TACAN-Interrogatoren mit dem für DME definierten Puls-Code siehe Table A.
DME-Kanäle die im Bereich um die von SSR Modes A, C und S basierten Systemen, z. B. Multilaterations-Systemen (MLAT) und ADS-B, genutzten Mittenfrequenzen von 1030 MHz und 1090 MHz liegen, sind von der ICAO zum Schutz von SSR Modes A, C und S basierten Systemen von der Nutzung ausgeschlossen. Die Mittenfrequenzen der DME-Kanäle, sind nach Nutzung am Boden- und in Luftfahrzeug getrennt in der Abbildung zu sehen (Spezifikation der nicht genutzten w- und z-Pulse-Code-Kanäle siehe Table A).
Alle von der ICAO betrieblich genutzten DME-Kanäle sind mit einem ILS-, MLS- und/oder (D)VOR-Frequenz frequenzgepaart, damit der Luftfahrzeugführer zu deren Einwahl nicht zusätzlich den DME Kanal und den genutzten Puls-Code einwählen muss. Dies hat aber auch den Nachteil, das bei Standalone ILS-, (D)VOR-, DME- oder TACAN-Anlagen auch andere Flugsicherungsnavigationsanlagen innerhalb des Radio Horizonts empfangen und deren Daten angezeigt werden, obwohl nur ein Standalone-DME empfangen werden soll. Wenn z. B. ein Standalone-DME das für An- und Abflüge eine Begrenzung des DOC-Volumens auf 25 NM/FL100 besitzt, doch von einem Luftfahrzeug in FL500 genutzt werden, ist der Radiohorizont mehr als doppelt so groß wie in FL100. Daher können prinzipiell auch andere ILS oder (D)VOR die mit einem kleinen DOC-Volumen von z. B. 25 NM/FL100 auf der gepaarten Frequenz innerhalb des Radiohorizonts senden empfangen werden. In diesem Fall wird die Slant-Range-Entfernung vom gewünschten DME angezeigt während der Azimut einer hierzu nicht frequenzgepaarten (D)VOR/DME nicht zu dem Azimut einer (D)VOR entspricht die ein frequenzgepaartes (D)VOR am Standort des DME aussenden würde.  In diesem Falle wird dem Luftfahrzeugführer ein Alarm ausgegeben.
Bei w- und z-Pulse-Code Kanälen existiert keine Frequenzpaarung zu ILS- oder (D)VOR-Flugnavigationsfunkanlagen, sondern nur zu MLS-Kanälen die von MLS genutzt werden.  Die Einwahl erfolgt bei w- und z-Pulse-Code-Kanälen daher über das Bediengerät des MLS-Empfängers, sofern die Luftfahrzeuge damit noch ausgerüstet sind. Eine Ausnahme bilden die 40 DME-Kanäle, die mit ILS eine ILS/MLS-DME Tripple-Paarung besitzen.

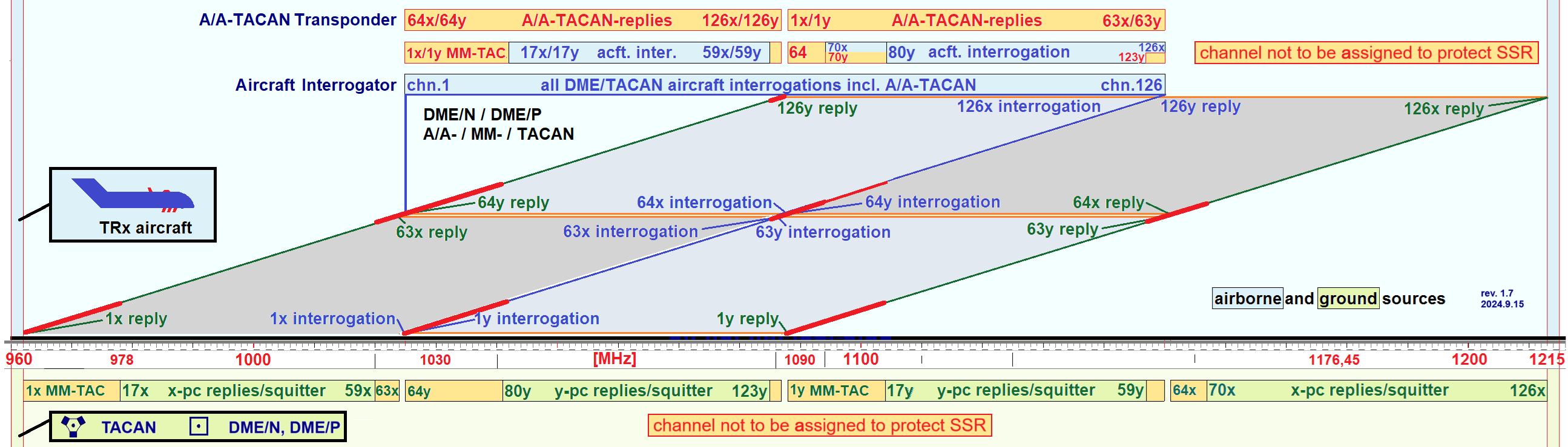
x- und y-Puls-Code DME/N-, TACAN-Kanäle (inkl. für Air-to-Air-TACAN, A/A- und Maritime Mobile-TACAN) und deren Interrogations- sowie Reply-Frequenz-Paarung

## Identification (Kennung)
DME erhalten von der ICAO bei der internationalen Frequenzkoordinierung in Europa eine einheitliche Kennung (ID von engl. Identification) zugeteilt. Die ID besteht bei (D)VOR/DME aus bis zu drei Zeichen und bei ILS/DME oder MLS/DME aus bis zu 4 Zeichen.  Die Zeichen werden mit Hilfe des  Morse-Codes übertragen. Dieser wird durch Tastung eines 1350 Hz Tons realisiert. Nr. 3.5.3.6. Der 1350 Hz-Ton wird vom Transponder nicht als Ton ausgestrahlt, sondern wird im Empfänger von DME- oder TACAN-Interrogatoren aus den, vom Transponder regelmäßig alle 30 s bis 40 s ausgesandten ID-Pulsgruppen gewonnen, z. B. durch Filterung in einem Tiefpass.
Sofern vier Zeichen zur Identifizierung eines ILS/DME verwendet werden, ist das 1. Zeichen ein „I“ und bei MLS/DME ist das 1. Zeichen ein „M“. Mit einem ILS- oder VOR-System frequenzgepaarte DME müssen die Kennungen des ILS-LLZ den Vorgaben für DME entsprechen. Att. C Nr.2.11

## Funktionsweise
Zur Bestimmung der Schrägentfernung (Slant Range) zu einem DME- oder TACAN-Transponder am Boden sendet das Bordgerät Abfrage-Pulspaare (engl. Interrogation Pulse-Pairs) mit einer zufälligen Wiederholungsrate und passenden Pulse-Code an alle TACAN-Transponder die auf dem gleichen Kanal und Pulse-Code arbeiten. Die Abfragen werden nach einer fest vorgegebenen Antwortverzögerung (50 µs) von Transpondern innerhalb des Radiohorizonts die auf dem gleichen Kanal und die mit dem gleiche Pulse-Code arbeiten mit einem Doppelpulse beantwortet. Zusätzlich zu den Antworten auf die Abfragen der eigenen Interrogatoren eines Luftfahrzeuges, werden auch die Abfragen anderer Luftfahrzeuge, zufällige Squitter- und ID-Pulse-Paare empfangen. Das Bordgerät filtert aus dem Gemisch aller Puls-Paare die zur Slant-Range-Entfernung zur Bodenstation heraus, das diese kontinuierlich mit einem (beinahe) konstanten Zeitverzögerung bezogen auf die eigenen zufälligen Abfragen empfangen werden. Die Slant-Range-Entfernung entspricht dem Zeitabstand zwischen dem Senden der Abfrage Puls-Paars und dem Empfang der Antwort Puls-Paars abzüglich der Antwortverzögerung (Reply Delay). Durch Multiplizieren der Laufzeit auf dem Hin- und Rückweg mit der Ausbreitungsgeschwindigkeit elektromagnetischer Wellen wird sie in die Slant-Range-Entfernung zur Bodenstation berechnet.

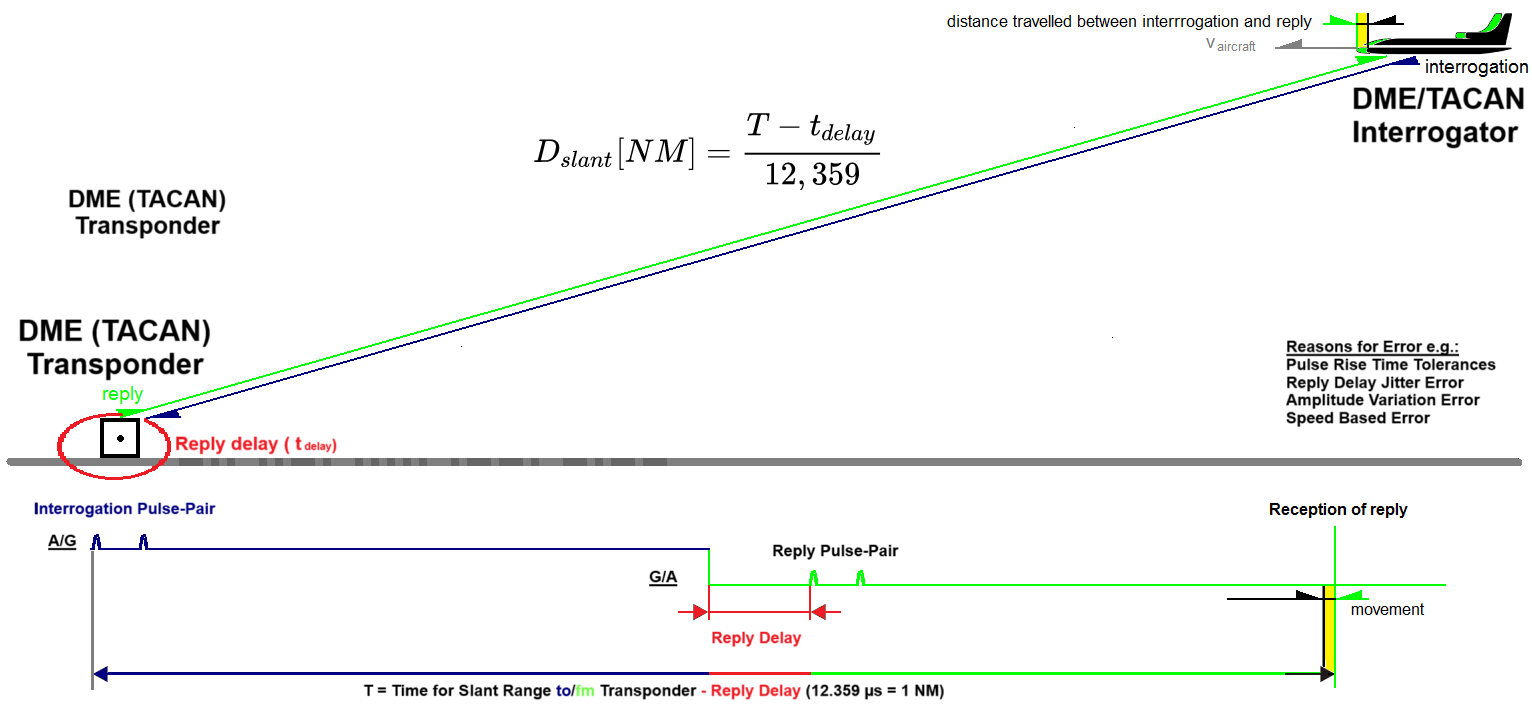
Slant Range Bestimmung aus der Laufzeit zwischen Interrogation- und Reply-Pulse-Pairs, abzüglich des Reply Delay des Transponders

Schrägentfernung (eng. Slant Range) in Metern (m) zwischen Transponder und Luftfahrzeug:
{\displaystyle D_{slant}[m]={\frac {c}{2}}\cdot (T-t_{delay})}
mit
c = Lichtgeschwindigkeit in m/s (ca. 300.000.000 m/s)
Dslant = Schräg-Entfernung (engl. Slant-Range Distance) in Metern (m)
T = Zeit zwischen der Aussendung des zweiten Puls eines Interrogation-Pulse-Paars und dem Empfang des zweiten Puls eines Reply-Pulse-Paars in µs
tdelay = Antwort Verzögerung (engl. Reply Delay) von 50 µs, gemessen zwischen Empfang des 2. Pulses eines Interrogation-Puls-Paars und Aussendung des Reply-Pulse-Paars bezogen auf den 2. Puls des Puls-Paars
Schrägentfernung (eng. Slant Range) in Nautische Meilen (engl. Nautical Miles, 1 NM = 1852 m) zwischen Transponder und Luftfahrzeug:
{\displaystyle D_{slant}[NM]={\frac {T-t_{delay}}{12,359}}}
Dslant = Schräg-Entfernung-Distanz (engl. Slant-Range Distance) in NM (Nautical Mile)
T = Zeit zwischen der Aussendung des zweiten Puls eines Interrogation Puls-Paars und dem Empfang des zweiten Puls eines Reply-Puls-Paars in µs (Mikrosekunden)
tdelay = Antwort Verzögerung (engl. Reply Delay) von 50 µs, gemessen zwischen Empfang des 2. Pulses eines Interrogation-Puls-Paars und Aussendung des Reply-Pulse-Paars bezogen auf den 2. Puls des Puls-Paars
Um die Entfernung über Grund zu berechnen, wendet man den Satz des Pythagoras an:
{\displaystyle D_{ground}[m]={\sqrt {D_{slant}^{2}-h^{2}}}}
mit
h = Höhe über der DME-Antenne in m (Meter)
Dground = Entfernung entlang des Bodens in m (Meter)
Dslant = Schräg-Entfernung (engl. Slant-Range Distance) in m (Meter)
Die gemessene Schräg-Entfernungs-Distanz wird auf dem Flugzeuginstrument im Cockpit in Nautischen Meilen angezeigt.
Der max. zulässige Messfehler der gemessene Schräg-Entfernungs-Distanz für DME/N-Interrogator ist begrenzt auf ±0,17 NM Nr. 3.5.5.4.1, für DME/P IA-Mode auf ±100 ft Nr. 3.5.5.4.2, sowie bei DME/N-Transponder auf ±500 ft Nr. 3.5.5.4.1 und bei DME/P-Transponder IA-Mode auf ±15 m Nr. 3.5.4.5.4.
Gründe für Messfehler sind z. B. Pulse Rise Time Toleranzen, Reply Delay Jitter, Amplitude Variation oder Speed Based Error.
Der Beitrag zum gesamten System-Fehler des DME/N durch die Kombination des DME/N-Transponder, Transponder Koordinaten Fehler, Ausbreitungseffekte und zufällige Puls-Störungen darf ±0,183 NM plus 1,25 % der gemessenen Entfernung nicht überschreiten 3.5.4.5.1.1.
Zusätzlich zum Messfehler, z. B. aufgrund von zulässigen zeitlichen Toleranzen bei der Verarbeitung der Puls-Abfrage im Transponder und der Pulsantwort im Interrogator, sind für die Nutzung von DME- oder TACAN-Schrägentfernung folgende Einschränkungen zu beachten:
1. DME- und TACAN-Transponder dürfen nicht über 40° Errhebungswinkel bezogen auf die Horizontale genutzt werden. Oberhalb von 40° ist kein zuverlässiger Betrieb möglich, da die geforderte Mindestsignalleistung zum sicheren Betrieb nicht garantiert werden kann.
2. Der Fehler der angezeigten Schrägentfernung steigt zunehmend an und ist maximal nahe bei, oder direkt über dem genutzten Transponder. Befindet sich ein Luftfahrzeug auf den Boden projiziert z. B. nur 0,1 NM horizontal versetzt zu einem Transponder wird dennoch die Höhe über dem Transponder angezeigt. Befindet sich ein Luftfahrzeug also z. B. in 48.000 ft über Grund, was 9,09 NM, wird also nicht die Entfernung z. B. 0,1 NM, sondern 9,1 NM also die Höhe des Luftfahrzeuges über dem Transponder angezeigt.

## Bordanlage – Interrogator
In Deutschland muss für Flüge nach Instrumentenflugregeln (engl. Instrument Flight Rules, IFR) gemäß Flugsicherungsausrüstung-Verordnung (FSAV) §3, Abs.1, Nr. 5 ein Interrogator für die Abfrage von DME/N-, DME/P- und TACAN-Transponder und Empfang der Antworten des Transponders, die die ICAO-Vorgaben erfüllen vorhanden sein.

## Instrumentenanflug
Wird DME in Verbindung mit einem VOR oder NDB zum Instrumentenanflug benutzt, müssen die Wetterbedingungen besser als die Minimalbedingungen eines Instrumentenlandesystems der Kategorie I sein.